# Pagaronia diversa
Pagaronia diversa är en insektsart som beskrevs av Huh och Kae Kyoung Kwon 1994. Pagaronia diversa ingår i släktet Pagaronia och familjen dvärgstritar. Inga underarter finns listade i Catalogue of Life.